# معركة بريست
معركة بريست (بالإنجليزية: The Battle for Brest)‏ هي واحدة من أعنف معارك الحرب العالمية الثانية على الجبهة الغربية. كان جزء من خطة الحلفاء لغزو القارة الأوروبية يرمي إلى احتلال الموانئ، بهدف تأمين وصول كميات ضخمة من المؤن الحربية اللازمة لقوات الحلفاء الغازية، حيث كانت التقديرات تشير إلى أن قوات الحلفاء التي ستكون في القارة الأوروبية بحلول سبتمبر 1944 (وحجمها 37 فرقة) سوف تحتاج إلى 26 ألف طن من الإمدادات يوميًا. وقد كان أهم ميناء سعى الحلفاء إلى السيطرة عليه وجعله في خدمة قواتهم هو ميناء بريست في شمال غرب فرنسا.